# Metyloceluloza
Metyloceluloza (eter metylowy celulozy, MC z ang. methylcellulose) – organiczny związek chemiczny, hydrofilowy, rozpuszczalny szczególnie dobrze w zimnej wodzie polimer o średniej masie cząsteczkowej 20–40 tys. Da, pochodna celulozy. Ma postać stałą, włóknistą w kolorze szarobiałym.
Tworzy w wodzie roztwory koloidalne o wysokiej lepkości. Ze względu na to, oraz na niską reaktywność i nietoksyczność, metyloceluloza powszechnie stosowana jako zagęszczacz i emulgator w przemyśle spożywczym (E461) oraz przy produkcji artykułów kosmetycznych. Wykorzystywana jest także między innymi w przemyśle budowlanym, produkcji papieru i tekstyliów, mikrobiologii, oraz do uzyskiwania efektów specjalnych (śluzy i mazie) na potrzeby filmów (ang. slime).
W medycynie metyloceluloza jest stosowana jako pęczniejący środek przeczyszczający, chociaż nie ma silnych dowodów na jej korzystne działanie. Zwiększa retencję wody w jelicie i objętość mas kałowych. Marką handlową leku zawierającego metylocelulozę jest Citrucel firmy GlaxoSmithKline, ale dostępne są również leki generyczne. Stosowana także w okulistyce w preparatach do nawilżania rogówki i spojówki - dzięki swoim właściwościom mukoadhezyjnym pozwala na dłuższe przyleganie preparatu do powierzchni oka i spowalnia jego wypłukiwanie przez płyn łzowy, tworząc warstwę ochronną zapobiegającą wysychaniu oka.